# تقران مثي
التقران المثي هو ورم جلدي غير سرطاني (حميد) ينشأ من الخلايا الكيراتينية في الطبقة الخارجية من الجلد. غالبًا يظهر التقران المثي، مثل بقع الكبد مع تقدم العمر.
تظهر هذه الأورام (ويمكن تسميتها أيضًا الآفات) بألوان مختلفة، من البني الفاتح إلى الأسود. تكون مستديرة أو بيضاوية، ومسطحة أو مرتفعة قليلًا عن سطح الجلد، وتشبه قشرة الجرح الملتئم، وتتراوح في الحجم من صغيرة جدًا إلى أكثر من 2.5 سم (1 بوصة). تترافق غالبًا مع أمراض جلدية أخرى، بما في ذلك سرطان الخلايا القاعدية. نادرًا ما يحدث التقران المثي وسرطان الخلايا القاعدية في نفس المكان. بعد الفحص السريري، سيشتمل التشخيص التفريقي على الثآليل وسرطان الجلد. نظرًا لأن الطبقات العليا من البشرة فقط هي المصابة، غالبًا ما يوصف التقران المثي بأنه ذو مظهر «ملتصق». يشير بعض أطباء الجلد إلى التقران المثي على أنه «ثآليل دهنية»، لأنها تشبه الثآليل، لكن يشير المعنى الطبي الدقيق لكلمة ثآليل إلى الآفات التي يسببها فيروس الورم الحليمي البشري.

## الأسباب
التقران المثي غير معروف السبب.

## التشخيص
يُشخص الأطباء التقران المثي عيانيًا من خلال المظهر «الملتصق» أو اللآلئ القرنية أو الأكياس الموجودة في بنية الآفة. قد تكون الآفات المصطبغة داكنة ويصعب تمييزها عن الأورام الميلانينية العقدية. علاوة على ذلك، قد يكون من الصعب للغاية تمييز التقران المثي الرقيق على بشرة الوجه عن النمشة الخبيثة حتى مع تنظير الجلد. سريريًا، تشبه وحمات البشرة التقران المثي في المظهر. تظهر وحمة البشرة عادة عند الولادة أو حولها. يمكن للثآليل التناسلية والثآليل الجلدية أن تشبه التقران المثي سريريًا، وقد يكون تنظير الجلد مفيدًا. يصعب التفريق بين الثآليل التناسلية والتقران المثي في حال ظهور الآفات على القضيب والمنطقة التناسلية، حتى عند أخذ خزعة.
أظهرت دراسة تابعت أكثر من 4000 آفة جلدية مُشخصة بأنها تقران مثي أن 3.1% منها كانت أورامًا خبيثة. كان ثلثا هذه الحالات من نوع سرطان الخلايا الحرشفية. المعيار الذهبي في تشخيص التقران المثي حتى الآن هو من خلال التحليل المرضي لخزعة الجلد.

### التشخيصات التفريقية الأساسية
كثرة الحطاطات السوداء هي حالة من بين العديد من الآفات الجلدية الصغيرة الحميدة على الوجه، وهي حالة تظهر بشكل عام عند الأفراد ذوي البشرة الداكنة، وهي أيضًا حالة شائعة جدًا، وتصيب ما يصل إلى 30% من السود في الولايات المتحدة.

## العلاج
لا يلزم علاج التقران المثي، إلا لأسباب جمالية. بشكل عام، يمكن معالجة الآفات بالجراحة الكهربية والكشط أو الجراحة البردية. في حال إجرائها بشكل صحيح، فإن إزالة التقران المثي لن تسبب الكثير من الندوب المرئية.

## وبائيًا
التقرن المثي هو أكثر أورام الجلد الحميدة شيوعًا. تزداد الإصابة مع تقدم العمر. وتنتشر بشكل أقل لدى الأشخاص ذوي البشرة الداكنة. في الدراسات التي أجريت على مجموعات كبيرة، كان لدى 100% من المرضى فوق سن الخمسين آفة تقران مثي واحدة على الأقل. يبدأ ظهور الآفات عادة في منتصف العمر، على الرغم من أنها شائعة عند المرضى الأصغر سنًا أيضًا، إذ توجد عند 12% من الأشخاص الذين تتراوح أعمارهم بين 15 عامًا و25 عامًا؛ مما يجعل تسميتها بمصطلح «تقران الشيخوخة» تسمية خاطئة.